# Somerset County, Maine
Somerset County är ett administrativt område i delstaten Maine, USA. Somerset är ett av sexton countyn i staten och ligger i den västra delen av staten. År 2010 hade Somerset County 52 228 invånare. Den administrativa huvudorten (county seat) är Skowhegan.

## Geografi
Enligt United States Census Bureau har countyt en total area på 10 606 km². 10 171 km² av den arean är land och 438 km² är vatten.

### Angränsande countyn
- Aroostook County, Maine - nord
- Penobscot County, Maine - öst
- Piscataquis County, Maine - öst
- Waldo County, Maine - sydöst
- Kennebec County, Maine - syd
- Franklin County, Maine - sydväst
- gränsar till Kanada i väst och nordväst